# Сент Џејмс (Мериленд)
Сент Џејмс (енгл. St. James) насељено је место без административног статуса у америчкој савезној држави Мериленд.

## Демографија
По попису из 2010. године број становника је 2.953, што је 1.296 (78,2%) становника више него 2000. године.
| Група             | 2000.         | 2010.         |
| Белци             | 1.579 (95,3%) | 2.371 (80,3%) |
| Афроамериканци    | 38 (2,3%)     | 233 (7,9%)    |
| Азијати           | 20 (1,2%)     | 142 (4,8%)    |
| Хиспаноамериканци | 13 (0,8%)     | 145 (4,9%)    |
| Укупно            | 1.657         | 2.953         |